# Tetraedro troncato
In geometria solida il tetraedro troncato è uno dei tredici poliedri archimedei, ottenuto troncando le quattro cuspidi del tetraedro regolare.
Ha 8 facce, di cui 4 esagonali e 4 triangolari, 18 spigoli e 12 vertici, in ciascuno dei quali concorrono due esagoni e un triangolo.

## Area e volume
L'area A ed il volume V di un tetraedro troncato i cui spigoli hanno lunghezza a sono le seguenti:
{\displaystyle A=7{\sqrt {3}}a^{2}}
{\displaystyle V={\begin{matrix}{23 \over 12}\end{matrix}}{\sqrt {2}}a^{3}}

## Dualità
Il poliedro duale del tetraedro troncato è il triacistetraedro.

## Simmetrie
Il gruppo delle simmetrie del tetraedro troncato è il gruppo di 24 elementi {\displaystyle T_{d}\cong S_{4}}; il gruppo delle simmetrie che preservano l'orientamento è il gruppo tetraedrale {\displaystyle T\cong A_{4}}. Sono gli stessi gruppi di simmetria del tetraedro.

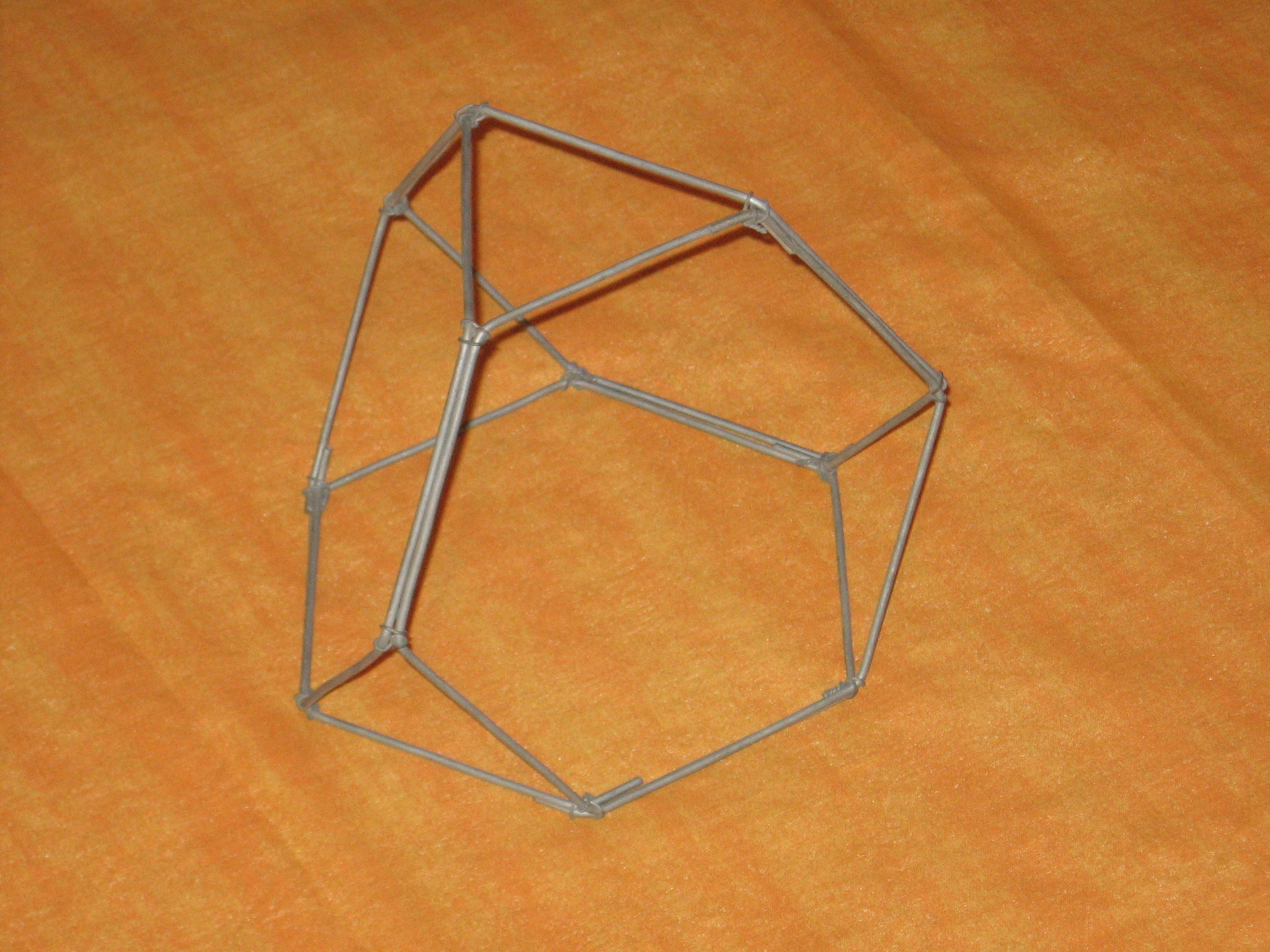
Tetraedro troncato

## Esempi

Tetraedro troncato in rotazione
Tetraedro troncato (Matemateca IME-USP)